# 153-й меридіан західної довготи
153-й меридіан західної довготи — лінія довготи, що лежить на 153 градуси західніше Гринвіцького меридіана. Вона проходить від Північного полюса через Північний Льодовитий океан, Північну Америку, Тихий океан, Південний океан та Антарктиду до Південного полюса.
153-й меридіан західної довготи формує велике коло разом із 27-мим меридіаном східної довготи.

## Список географічних об'єктів, що перетинає 153° зх. д.
Починаючи на Північному полюсі та рухаючись до Південного полюса, 153-й меридіан західної довготи проходить через:
| Координати                                                   | Країна, територія або море | Примітки |
| ------------------------------------------------------------ | -------------------------- | --- |
| 90°0′ пн. ш. 153°0′ зх. д. / 90.000° пн. ш. 153.000° зх. д.  | Північний Льодовитий океан | |
| 71°54′ пн. ш. 153°0′ зх. д. / 71.900° пн. ш. 153.000° зх. д. | Море Бофорта               | |
| 70°54′ пн. ш. 153°0′ зх. д. / 70.900° пн. ш. 153.000° зх. д. | США                        | Аляска |
| 59°48′ пн. ш. 153°0′ зх. д. / 59.800° пн. ш. 153.000° зх. д. | Затока Кука                | |
| 58°45′ пн. ш. 153°0′ зх. д. / 58.750° пн. ш. 153.000° зх. д. | Протока Шеліхова[en]       | Проходить східніше миса Дуглас, Аляска, США                                                                                       |
| 58°18′ пн. ш. 153°0′ зх. д. / 58.300° пн. ш. 153.000° зх. д. | США                        | Аляска — проходить через острови Афогнак[en], Малиновий[en], Кадьяк і Сіткалідак[en]                                              |
| 57°7′ пн. ш. 153°0′ зх. д. / 57.117° пн. ш. 153.000° зх. д.  | Тихий океан                | Проходить західніше острова Ріматара[en], Французька Полінезія (at 22°38′ пд. ш. 152°52′ зх. д. / 22.633° пд. ш. 152.867° зх. д.) |
| 60°0′ пд. ш. 153°0′ зх. д. / 60.000° пд. ш. 153.000° зх. д.  | Південний океан            | |
| 77°15′ пд. ш. 153°0′ зх. д. / 77.250° пд. ш. 153.000° зх. д. | Антарктида                 | Проходить через Територію Росса (претендує Нова Зеландія)                                                                         |